# Arbuckle
Arbuckle es un lugar designado por el censo (en inglés, census-designated place, CDP) ubicado en el condado de Colusa, California, Estados Unidos. Según el censo de 2020, tiene una población de 3484 habitantes.

## Geografía
La localidad está ubicada en las coordenadas 39°0′51″N 122°3′40″O / 39.01417, -122.06111 (39.014195, -122.061043). Según la Oficina del Censo, tiene un área de 4.56 km², correspondientes en su totalidad a tierra firme.

## Demografía
Según el censo de 2000, en ese momento los ingresos medios de los hogares de la localidad eran de $35,463 y los ingresos medios de las familias eran de $36,573. Los hombres tenían unos ingresos medios de $25,875 frente a $22,865 para las mujeres. Los ingresos per cápita para la localidad eran de $13,225. Alrededor del 17.4% de la población estaba por debajo del umbral de pobreza.
De acuerdo con la estimación 2016-2020 de la Oficina del Censo, los ingresos medios de los hogares de la localidad son de $70,661 y los ingresos medios de las familias son de $72,179. Alrededor del 6.4% de la población está por debajo del umbral de pobreza.
Según el censo de 2020, el 38.7% de los habitantes de la localidad son blancos, el 1.0% son afroamericanos, el 1.1% son amerindios, el 0.9% son asiáticos, el 0.1% son isleños del Pacífico, el 34.3% son de otras razas y el 23.9% son de una mezcla de razas. Del total de la población, el 73.5% son hispanos o latinos de cualquier raza.